# Rolf Deyhle
Rolf Deyhle (* 3. Oktober 1938 in Stuttgart; † 2. Mai 2014 in Badenweiler) war ein deutscher Unternehmer, Kunstsammler und Kunstmäzen.

## Leben

### Privates
Deyhle wuchs in einfachen Verhältnissen im Stuttgarter Stadtteil Gablenberg auf. Nach dem frühen Tod des Vaters und dem Weggang der Mutter lebte er bei seinen Großeltern. Deyhle lebte zuletzt in Stuttgart, war verheiratet und hatte sechs Kinder – vier Söhne und zwei Töchter.

### Steuerexperte
Mit 16 Jahren begann Rolf Deyhle die Ausbildung für den gehobenen Dienst in der Stuttgarter Finanzverwaltung und wurde jüngster Steuerinspektor Baden-Württembergs. Er gab die sichere Beamtenstelle später auf und machte sich 1963 selbstständig. Mit 24 Jahren entwickelte Deyhle das als „Bauherrenmodell“ bekannt gewordene Steuersparmodell, mit dem er 16.000 Wohnungen bauen ließ. Zehn Jahre führte Deyhle eine Wirtschafts- und Steuerberatungskanzlei, die er 1973 auf einen führenden Mitarbeiter übertrug.

### FIFA-Geschäfte und Sport-Billy
1977 entwarf er das FIFA-Logo Fußball umspannt die Welt und erhielt anschließend gegen den Willen des damaligen FIFA-Präsidenten João Havelange die Vermarktungsrechte aller im Zusammenhang mit der FIFA stehenden Zeichen, Symbole und Designs bis zur Fußball-Weltmeisterschaft 1994. Außerdem baute Deyhle gemeinsam mit Horst Dassler und dem langjährigen FIFA-Präsidenten Sepp Blatter die weltweite Vermarktung der Fußball-Weltmeisterschaften aus.
Deyhle entwarf auch die Fairplay-Trophy der FIFA, den „Sport-Billy“. Der Spiegel schrieb hierzu: „Der Stuttgarter verdiente an jedem Maskottchen, das etwa bei der WM in Italien auf T-Shirts, Biergläsern oder Aschenbechern prangte. Auch wenn das von Deyhle entworfene FIFA-Emblem oder der FIFA-WM-Pokal irgendwo auf dem Globus gedruckt wurde, kassierte der Multiunternehmer. Die Comicfigur allein hat ihrem Mentor und Lizenzbetreiber Deyhle ein Vermögen eingebracht. ‚Billy‘ war der Star einer Trickfilmserie, die in über 100 Ländern ausgestrahlt wurde.“ Auch für den Weltleichtathletikverband und den Internationalen Skiverband (FIS) vermarktete Deyhle seine Figur, ebenso das weibliche Pendant, die „Sport-Lilly“.
Deyhle besaß seit den 1970er Jahren als einzige Privatperson eine Nachbildung des mit Edelsteinen verzierten FIFA-WM-Pokals aus 18-karätigem Gold. Im Juni 2006 wollte er ihn für eine zweistellige Millionensumme versteigern lassen und den Erlös an seine sechs Kinder weitergeben; die FIFA widersetzte sich jedoch erfolgreich diesem Plan.

### Immobilien- und Luftverkehrunternehmungen
Parallel investierte Deyhle in Wohn-, Freizeit- und Gewerbeimmobilien. 1976 eröffnete er das Golfhotel am Wörthersee. Das Haus war die Wiege der „Franz-Xaver-Mayr-Kur“. Er baute Hotels, Wohnsiedlungen, Yachthäfen und wurde zum größten Golfplatzbauer der Republik, mit Anlagen z. B. auf der Stolper Heide bei Berlin, in Idstein bei Frankfurt am Main oder am Bodensee. Ende der 1980er Jahre gehörte Deyhle auch eine Fluggesellschaft, die „Luftfahrzeug Finanz AG“. Das Konzept war, kleine Maschinen zu kaufen und an Geschäftsleute zu vermieten.

### Musical-Unternehmungen
1988 stieg Rolf Deyhle in die Musicalbranche ein. Partner war Friedrich Kurz, der 1986 in Hamburg das Erfolgsmusical Cats produziert und damit den Musical-Boom in Deutschland ausgelöst hatte. Rolf Deyhle und Friedrich Kurz bauten hierzu die Stella AG aus. Musicals wie Cats, Das Phantom der Oper, Die Schöne und das Biest oder Miss Saigon sprachen ein Millionenpublikum an. Hilfreich war hierbei, dass die Stella AG die Deutschlandlizenzen für diese Stücke besaß und damit ein Monopol über diese Musicals innehatte. 1991 kam es zum Streit zwischen den Partnern und Deyhle kaufte Kurz seine Anteile ab, nachdem Kurz vor einem Londoner Gericht einen langwierigen Rechtsstreit gegen Deyhle gewonnen hatte. Im Verlauf dieses Rechtsstreits war Deyhle von einem Londoner Richter als „Legal Criminal“ bezeichnet worden.
In Stuttgart errichtete Deyhle für den Musicalbetrieb für rund 400 Millionen Euro das SI-Centrum und entwickelte ein eigenes Entertainment-Konzept: Erlebnisgastronomie mit Themenrestaurants, Casinos, Freizeitbädern, Kino und Theater unter einem Dach. „Rund 1000 Mark (500 Euro) gibt ein Ehepaar im Durchschnitt aus, das sich in Stuttgart das Deyhle-Musical ‚Miss Saigon‘ ansieht.“ Davon entfielen dank dieses Cross-Selling-Angebots lediglich 30 % auf das Theater, die übrigen 70 % erzielten Gastronomie, Hotels und Freizeitangebote. Ähnlich funktionierte die Strategie bei Starlight Express in Bochum, dem Flora-Theater in Hamburg, dem Colosseum Theater in Essen und anderen Varieté-Theatern.
Deyhle nahm für sich gerne in Anspruch, für die Musicals ein Marketing- und Vertriebssystem aufgebaut zu haben und gerade durch den Verkauf von Ticketkontingenten an Busunternehmer Menschen aus ganz Deutschland erreicht zu haben. Das ist jedoch nicht zutreffend, denn diese Marketingstrategie hatte Friedrich Kurz bereits zur Premiere von Cats am 18. April 1986 eingeführt, also zwei Jahre bevor Deyhle mit, wie sich später herausstellte, falschen Versprechungen Geschäftspartner von Friedrich Kurz wurde.
Zur leichteren Finanzierung der Musicaltheater wurde zur Errichtung ein eigener Immobilienfonds, der Dreiländerfonds unter dem Dach der Firma Kapital-Consult eingerichtet. Stella ließ die Musicaltheater erbauen und verkaufte diese an Kapital-Consult. Teilweise wurden für die Errichtung auch auf Fördergelder der öffentlichen Hand zurückgegriffen. Stella mietete dann die Spielstätten. Anteile an dem Immobilienfonds wurden bundesweit über den Allgemeinen Wirtschaftsdienst (AWD) vertrieben. Die Anlage war jeweils auf 30 Jahre angelegt und die Mieteinnahmen an den Erfolg der Musicals geknüpft. Als die Mietforderungen nicht mehr bedient werden konnten, wurden die Forderungen mit Aktien der Stella AG beglichen, wodurch die Investoren noch mehr vom Erfolg des Unternehmens abhängig wurden.

### Kino-Center-Unternehmer und Filmproduzent
Auch bei Kinoprojekten war Deyhle beteiligt. Zusammen mit seinem Partner Hans-Joachim Flebbe ließ er CinemaxX-Superkinos in vielen deutschen Großstädten bauen. Inzwischen stehen 37 Multiplex-Kino-Center mit 322 Leinwänden und 85.000 Sitzplätzen unter den Markennamen CinemaxX und MaxX in 30 Städten. 2005 verzeichneten sie etwa 16 Millionen Zuschauer. Deyhle hielt jedoch seit 1998 an dem Unternehmen keine Anteile mehr.
Deyhle ließ nicht nur Filme zeigen, er finanzierte auch Projekte und wurde zu einem Filmproduzenten. Er produzierte Filme wie JFK mit Kevin Costner, Falling Down – Ein ganz normaler Tag mit Michael Douglas, Sommersby mit Jodie Foster und Richard Gere, Two Bits mit Al Pacino, Asterix, Austin Powers oder Die unendliche Geschichte. „Gemeinsam mit seinem Freund Bodo Scriba fädelte er das größte Filmgeschäft ein, das es jemals zwischen USA und Europa gegeben hat“, bemerkte das Hamburger Abendblatt.
Mitte der 1990er Jahre arbeiteten mehr als 10.000 Menschen für Deyhle, etwa 7.000 davon für Stella. Während dieser Zeit war der Medien-Tycoon Leo Kirch sein schärfster Konkurrent. Deyhle und Kirch kämpften mit harten Bandagen um Film- und Medienrechte, die für beide einen lukrativen Geschäftszweig darstellten. „Mitte 1990 hatte die Scriba & Deyhle OHG bereits 1000 Filme und 600 Fernsehserienstunden im Angebot.“

### Krise Ende der 1990er Jahre
1998 folgte eine Krise. Der Börsengang der Stella AG scheiterte, da Banken das Unternehmen nicht eindeutig bewerten konnten. Dies lag zum einen an der komplizierten Firmenstruktur, zum anderen wussten die Banken nicht, wie sie Deyhles Rechte und Lizenzen bewerten sollten. Dazu bemerkt der Spiegel: „Den Wert eines Hotels oder einer Maschine kann man bewerten, was aber sind Deyhles Lizenzrechte an Walt-Disney-Musicals wert?“ Zudem fiel der Marktanteil der Stella AG am deutschen Musicalmarkt von 100 auf gut 50 Prozent der Sitzplätze.
Weil aber gleichzeitig große Summen in Immobilienprojekten in den neuen Bundesländern gebunden waren, fehlte das Geld, um aufgenommene Kredite zu bedienen. Deyhle war daher gezwungen, die Stella und alle Anteile an seiner Immobilienfirma Instag AG zu verkaufen. Um weitere liquide Mittel zu erhalten, verkaufte er auch seine Beteiligung an der CinemaxX-Kette und an den Filmproduktionsfirmen. Zudem veräußerte er Gemälde seiner Kunstsammlung, unter anderem das Portrait von Dr. Fritz Glaser von Otto Dix. Allein dieses Kunstwerk wurde bei Sotheby’s Ende 1999 für rund 10,8 Millionen Mark in London versteigert.
Die Insolvenz der Stella erfolgte erst mehr als ein Jahr nach Deyhles Ausstieg. Inzwischen ist der Musical-Betrieb jedoch wieder profitabel, nachdem am 1. April 2000 die Deutsche Entertainment AG (DEAG) durch ein Tochterunternehmen die Stella AG übernommen hatte.
Im Zusammenhang mit dem Verkauf und der Sanierung der Stella AG wurde auch die Staatsanwaltschaft tätig. Sie verdächtigte Deyhle der Untreue im Zusammenhang von Aktienverkäufen an die Landeskreditbank. Im Rahmen der Ermittlungen wurden im Herbst 2003 bundesweit Wohn- und Geschäftsräume Deyhles durchsucht und sein Privatvermögen bis Ende Juni 2004 eingefroren. Die Ermittlungen wurden allerdings eingestellt. Das Landgericht Mannheim erkannte ihm für durch die Ermittlungen erlittene Nachteile einen Schadenersatzanspruch dem Grunde nach zu.

### Auszeichnungen
- 1999 Emmy-Award für den Film The Island On Bird Street (Produzent)[32]
- 2007 Großes Ehrenzeichen des Landes Kärnten für seine Verdienste um den Tourismus am Wörthersee und dem Golfhotel
- 2007 Ehrendoktorwürde der United States Sports Academy – Daphne (Alabama) (USA) – als erster Deutscher, für seine Verdienste im weltweiten Sport-Business[33]

### Spätere Betätigung
2006 produzierte Deyhle in den USA The Black Dahlia mit Hilary Swank in der Hauptrolle. Deyhle war außerdem weiter auf dem Markt für alternative Heilungskonzepte aktiv und unterstützte Angebote zur Verbreitung der traditionellen chinesischen Medizin. Er engagierte sich zudem als Mäzen und Sponsor bei kulturellen und karitativen Anlässen. Deyhle unterstützte die Gründung des Shaolin-Zentrums in Berlin und wurde 2010 zum ersten Kulturbotschafter des Tempels berufen.

### Kunstsammlung
Bereits in jungen Jahren zeigte sich Deyhles Interesse an Kunst. Mit dem ersten Verdienst kaufte er etwa seine erste gotische Madonna. Sie war der Grundstein für eine umfangreiche Sammlung. Ein weiterer Schwerpunkt des Sammlers war die Malerei. Bis zu seinem Tod zählten viele Werke von Künstlern wie Otto Dix, Pierre-Auguste Renoir, Oskar Schlemmer, Willi Baumeister, Adolf Hölzel, Karl Hofer, Paul Kleinschmidt, Robert Breyer, Karl Hubbuch, Friedrich Keller oder Adolf Fleischmann zu seiner umfangreichen Sammlung. Teile dieses Kunstschatzes waren vielfach im Rahmen von Ausstellungen rund um die Welt zu sehen. Im Februar 2006 etwa ließ er einen nie zuvor ausgestellten Renoir aus seiner Sammlung zeigen. Deyhle stellte das Gemälde der Staatsgalerie Stuttgart als Dauerleihgabe zur Verfügung. Die Dame im Pelz, ein frühes Werk Renoirs, gilt als Missing Link zwischen der klassischen und der impressionistischen Schaffensphase des Künstlers.

### Mitgliedschaften
- Vorsitzender des Präsidialrats der Björn Steiger Stiftung (2001–2014)[38][39]

### Tod

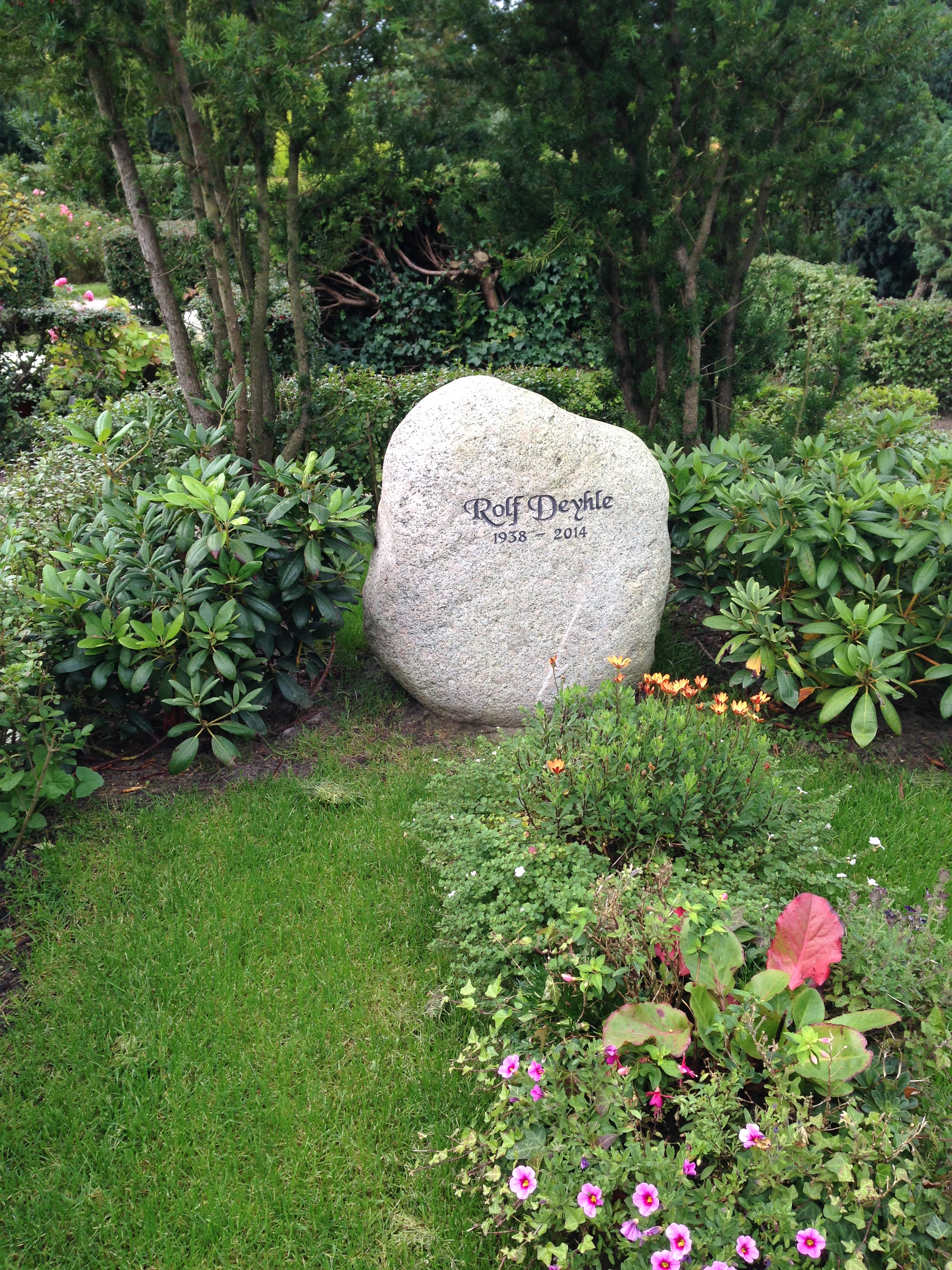
Grab in Keitum

Deyhle starb im Mai 2014 während eines Kuraufenthalts in Badenweiler durch Suizid. Er wurde auf Sylt beerdigt, die Trauerfeier fand in der Kirche St. Severin in Keitum statt.